# Tor Roxendorff
Tor Ramon Roxendorff, född 16 oktober 1884 i Madrid, död 20 maj 1939 i Stockholm, var en svensk ingenjör och tidningstekniker.

## Biografi
Tor Roxendorff var son till Axel Roxendorff. Efter mogenhetsexamen i Stockholm 1904 genomgick han Frans Schartaus Handelsinstitut i Stockholm 1904–1905 och hade därefter två år anställning som kontorist vid Dunderland Iron Ore Company Ltd i Norge samt var ingenjörselev vid bruks- och gruvföretag. 1907–1909 genomgick han Bergsskolan i Filipstad. Efter en tids anställning vid Teknisk Tidskrift kom Roxendorff som teknisk chef vid Stockholms Dagblad, där han blev vice VD 1917 och VD 1919. Från 1920 till sin död var han teknisk chef och vice VD i Dagens Nyheters AB, från 1921 även ledamot av bolagets styrelse. 
Roxendorff planlade och detaljutformade en genomgripande teknisk nydaning av Dagens Nyheter i anslutning till upplagans och annonsstockens snabba tillväxt. Dessutom medverkade Roxendorff som konsulent vid moderniseringen av Politiken och Berlingske Tidendes sätterier och tryckerier. Roxendorff var styrelseledamot i Svensk tidningsutgivareförening 1924–1926 samt styrelseledamot och kassaförvaltare i föreningens arbetsgivaresektion från dess tillkomst 1919. Han användes där som förhandlare vid arbetstvister inom typograf- och kemigraffacken samt vid uppgörande av nya avtal. Roxendorff var dessutom ledamot av Teknisk Tidskrifts nämnd från 1923, vice ordförande i Svenska teknologiföreningens avdelning för grafiks teknik från 1928 samt revisor i AB Radiotjänst 1924–1927. Roxendorff var styrelseledamot i Kungliga Svenska Segelsällskapet 1919–1927.